# Обсерватория Риди-Крик
Обсерватория Риди-Крик (англ. Reedy Creek Observatory) — астрономическая обсерватория по изучению околоземных объектов в городе Голд-Кост, штат Квинсленд, Австралия. В обсерватории работает известный австралийский астроном Джон Бротон.
Международный код обсерватории — 428.
Координаты — 28°03′49″ ю. ш. 153°14′06″ в. д.. Высота над уровнем моря — 66 метров.